# Regne de Numídia Oriental
El Regne de Numídia Oriental va ser una divisió de la regió coneguda per Numídia, sorgit per la unió de les tribus del territori sota el cap d'una d'elles probablement cap a la meitat del segle iii aC, després de la Primera Guerra Púnica.
El seu primer rei conegut és Sifax que es va mostrar partidari dels cartaginesos a la Segona Guerra Púnica, mentre el rei de Numídia Occidental, Masinissa I, ho era dels romans. Al final de la guerra, l'any 201 aC, els romans van ocupar el regne i el van entregar a Masinissa I que va reunir els dos territoris.